# Port-en-Bessin-Huppain
Port-en-Bessin-Huppain é uma comuna francesa na região administrativa da Normandia, no departamento Calvados. Estende-se por uma área de 7,57 km². Em 2010 a comuna tinha 1 957 habitantes (densidade: 258,5 hab./km²).